# عبد الملك عبد الله حسن القصوص
عبد الملك عبد الله حسن القصوص برلماني يمني، عضو في مجلس النواب، عن الدورة البرلمانية 2003-2009 والكتلة البرلمانية لنواب حزب التجمع اليمني للإصلاح عن الدائرة الانتخابية رقم (14) بأمانة العاصمة صنعاء.
باتفاق سياسي تمددت فترة المجلس لمدة عامين وتمددت لمدة عامين آخرين حتى 2013 حسب اتفاق المبادرة الخليجية .